# 초원복국 사건
초원복국 사건은 1992년 12월 11일 정부 기관장들이 부산광역시의 복어 요리 전문점 ‘초원복국’에 모여 제14대 대통령 선거에 영향을 미칠 목적으로 지역 감정을 부추기자고 모의한 것이 도청에 의해 드러나 문제가 된 사건이다.

## 사건 개요
1992년 대선을 1주일 앞둔 12월 11일 오전 7시 부산직할시의 초원복국에서 정부 기관장들이 모여서 민주자유당 후보였던 김영삼을 당선시키기 위해 지역 감정을 부추기고, 정주영 통일국민당 후보, 김대중 민주당 후보 등 야당 후보들을 비방하는 내용을 유포시키자는 등 관권 선거와 관련된 대화를 나눈 사건이다. 이 비밀회동에 참가한 기관장들은 다음과 같다.
- 김기춘 제40대 법무부 장관(1991년 5월 27일 ~ 1992년 10월 8일)
- 김영환 부산직할시장
- 박일용 부산지방경찰청장
- 이규삼 국가안전기획부 부산지부장
- 우명수 부산직할시 교육감
- 정경식 부산지방검찰청 검사장
- 박남수 부산상공회의소장

이 내용이 정주영을 후보로 낸 통일국민당 관계자들에 의해 도청되어 언론에 폭로되었다. 이 비밀회동에서 "부산 경남 사람들 이번에 김대중이 정주영이 어쩌냐 하면 영도다리 빠져죽자.", "민간에서 지역감정을 부추겨야 돼."와 같은 지역감정을 부추기는 발언이 나왔다. 아파트 값을 반으로 내리겠다는 공약 등으로 보수층을 잠식하던 정주영 후보 측이 민자당의 치부를 폭로하기 위해 전직 안기부 직원 등과 공모하여 도청 장치를 몰래 숨겨서 녹음을 했다.

## 정치적 영향
하지만 김영삼 후보 측은 이 사건을 음모라고 규정했으며, 주류 언론은 관권선거의 부도덕성보다 주거침입에 의한 도청의 비열함을 더 부각시켰다. 그러면서 경상도 지역의 지역감정을 더욱 자극하여 이 때문에 통일국민당이 오히려 여론의 역풍을 맞았고, 김영삼 후보에 대한 영남 지지층이 결집하는 결과를 낳았다.

## 같이 보기
- 국가정보원 과거사건 진실규명을 통한 발전위원회
- 김대중 납치 사건
- 박창수
- 미림팀
- 안기부 X파일 사건
- 국가정보원 불법 도청 사건
- 국가정보원 여직원 사건